# خورخه تورو
خورخه تورو (اسپانیایی: Jorge Toro‎؛ ۱۰ ژانویهٔ ۱۹۳۹ – ۱۶ فوریه ۲۰۲۴) بازیکن فوتبال اهل شیلی بود که در پست هافبک بازی می‌کرد. وی همچنین در تیم ملی فوتبال شیلی بازی کرده‌است.